# Ascensiones de Santiago
Ascensiones de Santiago (en griego: Anabathmoi Iacobou) es el título de una obra perdida brevemente descrita en una heresiología conocida como Panarion (30.16.6-9), por Epifanio de Salamina; se utilizó como fuente para la polémica contra una secta judeocristiana conocida como los ebionitas. El documento abogaba por la abolición de los sacrificios judíos, estimaba a Santiago, el hermano de Jesús, como líder de la iglesia de Jerusalén, y denigraba a Pablo de Tarso como gentil y opositor de la Ley judía.
Un documento fuente judeocristiano posiblemente incluido en los Reconocimientos pseudo-clementinos (1.27 o 1.33-71), que los eruditos modernos denominan convencionalmente las Ascensiones de Santiago, puede estar relacionado con la obra perdida mencionada por Epifanio. Las características distintivas del texto incluyen una defensa de la observancia de la Ley mosaica y la eliminación de los sacrificios judíos. Pablo es retratado como una «cierta persona hostil» que impide que Santiago convierta al pueblo judío al cristianismo (1.70.1–8). El texto relata la historia de la salvación de Israel desde Abraham hasta Jesús desde una perspectiva judeocristiana. Jesús es representado como el «profeta como Moisés» (Deuteronomio 18:15) enviado por Dios para completar su obra al abolir los sacrificios para redimir a Israel.